# Bilimbia lobulata
Bilimbia lobulata är en lavart som först beskrevs av Søren Christian Sommerfelt och som fick sitt nu gällande namn av Joseph Hafellner och Brian John Coppins. 
Bilimbia lobulata ingår i släktet Bilimbia, klassen Lecanoromycetes, divisionen sporsäcksvampar och riket svampar. Enligt den finländska rödlistan är arten nära hotad i Finland. Arten är reproducerande i Sverige. Artens livsmiljö är kalkstensklippor och kalkbrott, inklusive bar kalkjord.